# Vystřelovací sedadlo

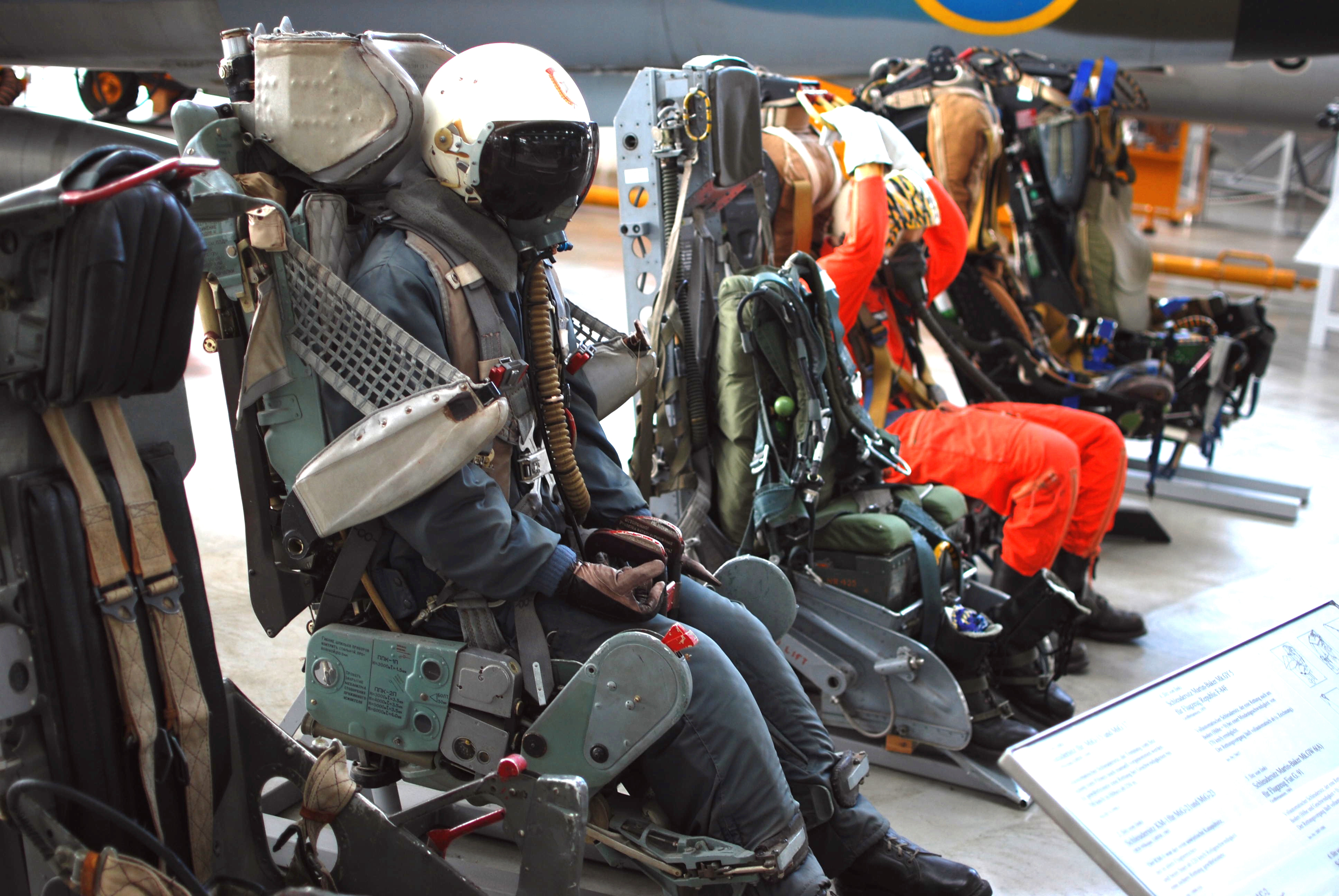
Různá sedadla

Vystřelovací sedadlo (někdy nazývané i katapultovací sedadlo) je letecký automatický systém navržený pro záchranu pilota a dalších členů posádky letounu, obvykle vojenského, pokud se ocitne v nebezpečí. Ve většině provedení je sedadlo vystřeleno i s letcem z letounu pomocí výbušné nálože nebo raketového motoru. Byly zkoušeny i varianty opuštění letadla pomocí únikové kapsle. Po opuštění letadla se letec snáší k zemi na padáku. Vystřelovací sedadla jsou běžným vybavením určitých typů vojenských letounů.

## Historie

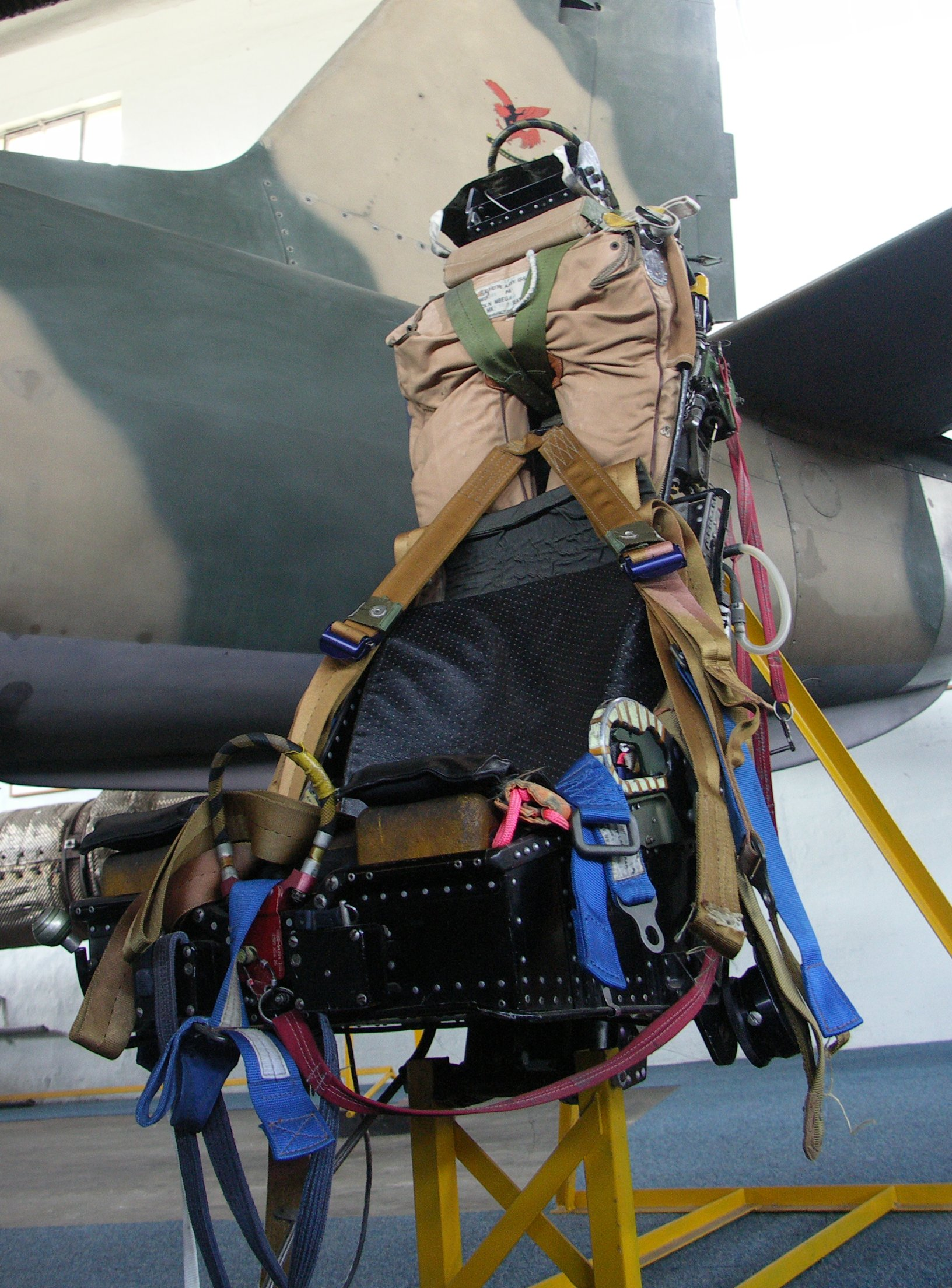
Vystřelovací sedadlo Martin-Baker WY6AM

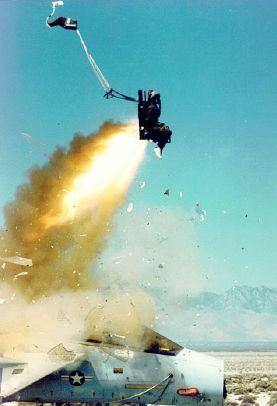
Zkouška sedadla pro F-15 Eagle s figurínou

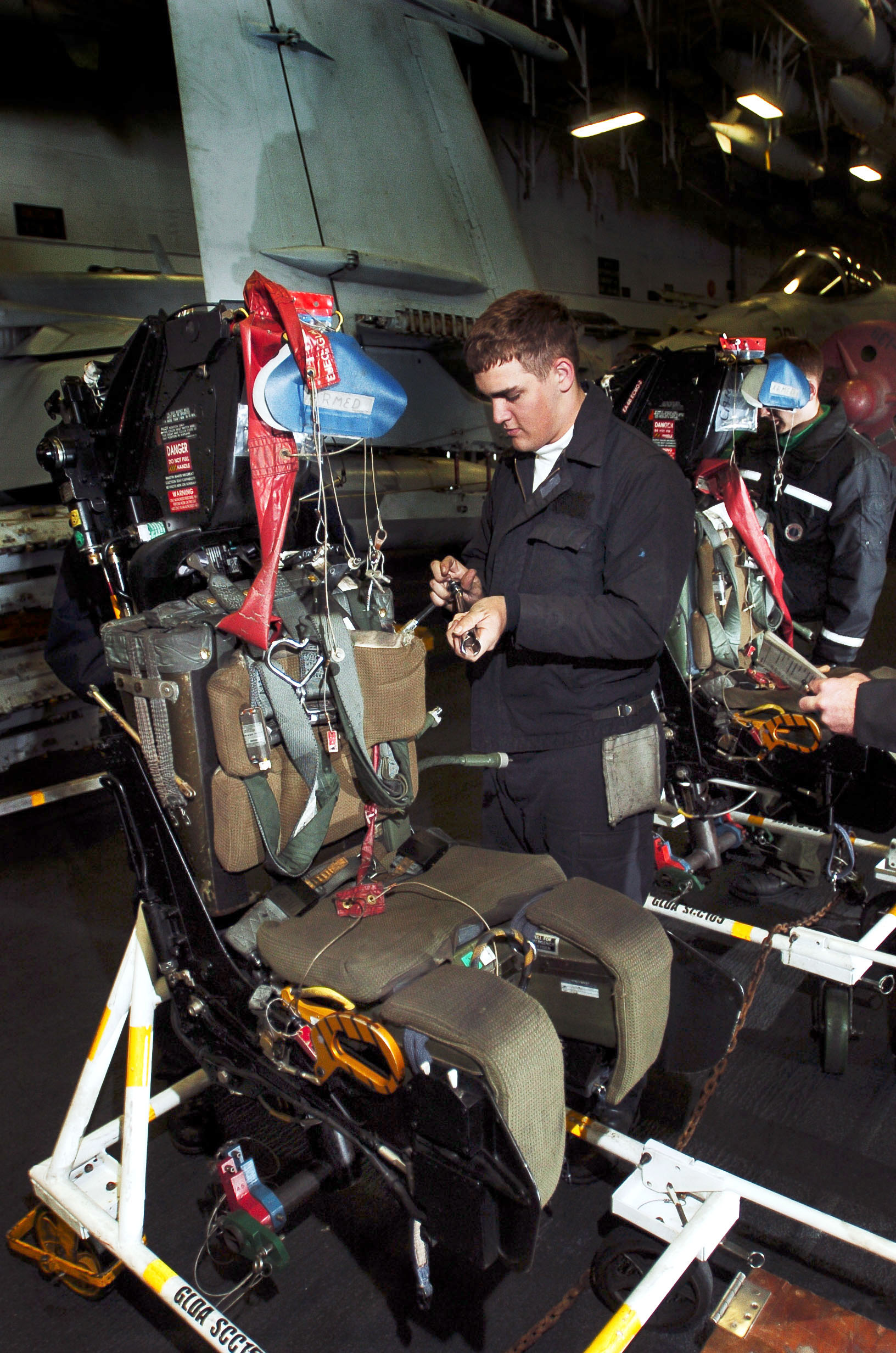
Letecký mechanik pracuje na vystřelovacím sedadle, které bylo vyjmuto z letounu Grumman EA-6B Prowler na palubě letadlové lodi USS John C. Stennis

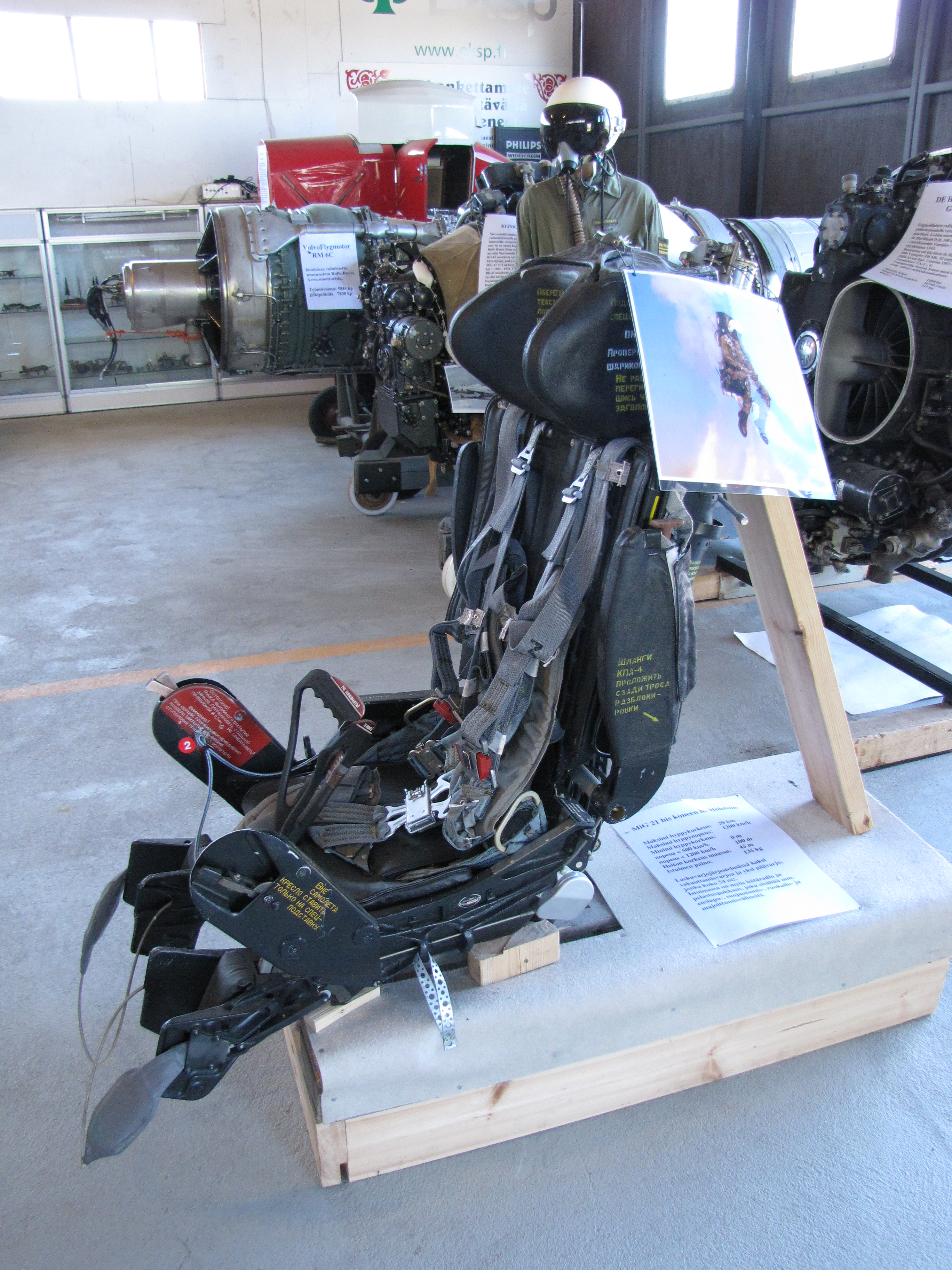
Vystřelovací sedadlo Mikojan-Gurevič KM-1M z letounu MiG-21

Dne 22. září 1916 si britský železniční inženýr a vynálezce prvních typů padáků Everard Richard Calthrop nechal patentovat první vystřelovací sedadlo používající stlačený vzduch.
Moderní projekt vystřelovacího sedadla první předložil rumunský vynálezce Anastase Dragomir koncem 20. let 20. století. Návrh byl úspěšně vyzkoušen 25. srpna 1929 na letišti Paris-Orly nedaleko Paříže a v říjnu 1929 na letišti Băneasa poblíž Bukurešti. Dragomir si nechal svůj vynález patentovat u Francouzského patentového úřadu 2. dubna 1930 (patent č. 678566).
Návrh byl podstatně zdokonalen během 2. světové války. V bojových letounech se vystřelovací sedadla začala objevovat až koncem války. Ve větším měřítku je používali pouze Němci. Před tím bylo možné opustit letadlo pouze prostým vyskočením z letounu, což bylo často velmi obtížné kvůli zranění, neschopnosti dostat se ze stísněného prostoru, velkého přetížení, proudění vzduchu kolem letounu a z dalších příčin.
První použitelná vystřelovací sedadla byla nezávisle vyvinuta společnostmi Heinkel (Německo) a Saab (Švédsko) během 2. světové války. První modely byly poháněny stlačeným vzduchem a prvním letounem, který byl tímto sedadlem vybaven byl prototyp proudového stíhače Heinkel 280 v roce 1940. Jeden z jeho zkušebních pilotů, Helmut Schenk, se stal prvním člověkem, který tímto způsobem opustil letoun poté, co jeho letounu 13. ledna 1942 zamrzly řídicí plochy a stroj se stal neovladatelným. Stíhačka právě testovala pulzační motory Argus As 014 pro bezpilotní letounové střely Fieseler Fi 103, přičemž její běžné proudové motory HeS 8A byly odstraněny. Letoun byl vlečen z letiště Rechlin v Německu dvojicí letounů Bf 110C skrze silné sněžení. Ve výšce 2 400 m Schenk zjistil, že je letoun neovladatelný. Odpoutal se tedy od vlečných letounů a katapultoval se. Letoun He 280 se však nikdy nedostal do výroby. Proto se prvním sériovým letounem, který měl vystřelovací sedadla pro posádku, stal v roce 1942 noční stíhací letoun Heinkel He 219 Uhu. Tento letoun se stal i prvním strojem, ze kterého byla 11. dubna 1944 provedena první úspěšná katapultáž v bojových podmínkách.
Na konci roku 1944 byl na letounu Heinkel He 162 Salamander představen nový typ vystřelovacího sedadla, tentokrát poháněné výbušnou náplní. Do konce války bylo vystřelovacími sedadly vybaveno letadlo Do-335 Pfeil a několik dalších prototypů. Do května 1945 vystřelovací sedadla zachránila životy asi 60 pilotů.
Ve Švédsku byla verze na stlačený vzduch testována v roce 1941. Vystřelovací sedadlo poháněné střelným prachem bylo vyvinuto společností Bofors pro letoun Saab 21 a bylo testováno v roce 1943. První test ve vzduchu byl uskutečněn na letounu Saab 17 27. února 1944 a první skutečné použití nastalo dne 29. července 1946, kdy Lt. Bengt Johansson se musel katapultovat po vzdušné kolizi mezi letouny Saab J 21 a J 22.
Po 2. světové válce tlak na vývoj těchto systémů rychle vzrůstal, protože stále rostla rychlost letadel, která se již blížila rychlosti zvuku. Běžné opuštění letadla bylo v takové rychlosti nemožné. USAAF experimentovaly zpočátku s katapultováním pilota směrem dolů pomocí pružin, ale byla to nakonec práce Sira Jamese Martina a jeho společnosti Martin-Baker, která nakonec rozhodla o dnešní podobě vystřelovacích sedadel.
Dlouhou dobu sedadla do letounů vyvíjel sám výrobce letounu. Každá společnost tak vyvíjela obvykle do každého typu letounu zvlášť nový typ sedadla. Časem se však ukázalo, že vystřelovací sedadla jsou natolik specifickou součástí letounu, že se na jeho vývoj, zkoušení a výrobu specializuje několik firem, které je pak dodávají do celé řady letadel.
První sedadla používala výbušnou patronu uvnitř teleskopické trubky připojené k sedadlu, která po aktivování katapultovala sedadlo s pilotem. Jak však rostla rychlost letadel, tak se tato metoda ukázala nedostatečnou ke katapultování do dostatečné vzdálenosti od letounu. Zvětšením množství výbušné látky by vzrostlo riziko poškození páteře katapultované osoby a tak začaly zkoušky s raketovým pohonem. V roce 1958 se letoun F-102 Delta Dagger stal prvním letounem osazeným vystřelovacím sedadlem na raketový pohon. Společnost Martin-Baker vyvinula podobné sedadlo s využitím několika raketových jednotek se společnou tryskou. Větší tah takového uspořádání měl tu výhodu, že umožnil pilotovi katapultování do dostatečné výšky, dokonce i když byl letoun velice blízko země.
Na začátku 60. let začala být používána raketami poháněná vystřelovací sedadla určená pro nadzvukové rychlosti pro letouny jako byl F-106 Delta Dart. Šest pilotů se katapultovalo při rychlostech větších než 1 300 km/h. Největší výška ve které došlo ke katapultování sedadlem Martin-Baker byla 17 400 m (z bombardéru Canberra v roce 1958). Při pokusu o vypuštění bezpilotního prostředku D-21 30. července 1966 se dvoučlenná posádka letounu Lockheed M-21 musela katapultovat v rychlosti Mach 3,25 ve výšce 24 000 m. Pilota se podařilo zachránit, ale druhý člen posádky se utopil po přistání ve vodě. Navzdory těmto rekordům, většina vystřelení z letadel se děje v poměrně malých rychlostech a výškách, kdy pilot vidí, že není už žádná naděje získat znovu kontrolu nad strojem před jeho dopadem na zem.
Později ve válce ve Vietnamu si USAF a US Navy začaly dělat starosti o piloty, kteří se katapultovali nad nepřátelským územím. Tito piloti bývali buď zajati nebo zabiti a navíc rostly i ztráty mužů, kteří se pokoušeli o jejich záchranu. V důsledku toho zahájily obě vojenské složky výzkum, který je a pravděpodobně i zůstane v historii letectví tím nejneobvyklejším vystřelovacím sedadlem, jaké kdy bylo vyvíjeno. Obě složky zahájily program nazývaný Air Crew Escape/Rescue Capability nebo Aerial Escape and Rescue Capability (AERCAB) (oba termíny byly používány v amerických ozbrojených silách a obranném průmyslu), což bylo vystřelovací sedadlo, které po katapultáži odletí daleko od místa, kde bylo katapultování provedeno do místa, kde může být pilot bezpečně vyzvednut. Žádost o předložení návrhů řešení vystřelovacího sedadla AERCAB byly vydána na konci 60. let 20. století. Tři společnosti předložily dokumentaci k dalšímu vývoji: závěsný kluzák navržený firmou Bell Systems, vírník navržený společností Kaman Corporaton a mini letadélko s konvenčními pevnými křídly od společnosti Fairchild Hiller. Všechny tři návrhy poháněl po katapultování malý proudový motor vyvinutý pro bezpilotní cílová letadla. S výjimkou návrhu společnosti Kaman pilot i nadále potřeboval k bezpečnému přistání na zemi padák. Projekt AERCAB byl zrušen v sedmdesátých letech s koncem války ve Vietnamu.

## Hlavní výrobci sedadel
Nejvýznamnějším světovým výrobcem vystřelovacích sedadel je společnost Martin-Baker. Společnost vyvíjí sedadla již od roku 1944. První ostrý test systému společnosti Martin-Baker přišel 24. července 1946, kdy se Bernard Lynch katapultoval z letounu Gloster Meteor Mk III. Společnost na svých stránkách uvádí, že vyrobila více než 75 000 vystřelovacích sedadel, které zachránily 7 283 životů letců (k 1. 1. 2011). Nejvýznamnějším zákazníkem společnosti Martin-Baker je americké námořnictvo (US Navy). To od roku 1985 používá sedadlo Martin-Baker Mk 14 NACES(Navy Aircrew Common Ejection Seat). Těmito sedadly jsou vybaveny letouny F-14D, F/A-18C/D/E/F, T-45A a další. Nejnovějším typem sedadla Mk 16 jsou vybavovány letouny Eurofighter Typhoon a Dassault Rafale. Vláda Spojených států amerických vybrala toto sedadlo i pro nově zaváděný letoun F-35.
Dalším významným výrobcem vystřelovacích sedadel byla společnost McDonnell Douglas (nyní Boeing). Její sedadlo ACES II (Advanced Concept Ejection Seat) je dodáváno hlavně americkému letectvu (USAF). Sedadlo je konstruováno pro hmotnost letce od 64 kg do 96 kg pro rychlosti do 1 110 km/h. Zkušenosti však ukazují, že katapultáž při rychlosti nad 800 km/h vede často k vážným zraněním nebo smrti člena posádky. Tato sedadla jsou používána v letounech F-15, F-16, F-22, A-10, F-117, B-1 a B-2. Toto sedadlo v současnosti vyrábí společnost Goodrich.
Dalšími velice rozšířenými vystřelovacími sedadly jsou vynikající ruská sedadla Zvezda K-36. Jeho schopnosti už byly nechtěně prezentovány na několika leteckých dnech, jako například na Fairford Air Show 24. července 1993, kde se srazily dva letouny MiG-29 a oba piloti se bezpečně katapultovali. Tato sedadla jsou v různých modifikacích montována do letounů Su-22, Su-24, Su-25/39, Su-27 (30, 32, 33, 34, 35, 37) a MiG-29.
Pokud má pilot na sobě ochranný oblek, je schopen úspěšně opustit letoun v rychlostech 0 – 1 400 km/h ve výškách 0 – 25 km, což patří ke světovým unikátům.

### Popis sedadla
Různé typy sedadel se samozřejmě v detailech liší, ale přesto jsou základní části a výbava sedadel podobné. Sedadlo má vysokou opěrku hlavy, systém popruhů, který upevňuje člena posádky v sedadle. Tyto popruhy umožňují pilotovi celkem volný pohyb, ale v případě prudkého pohybu se zablokují. Při katapultáži se přitáhnou podobně jako bezpečnostní pásy v moderních automobilech. Sedadlo rovněž bývá vybaveno systémem popruhů které přitahují členovi posádky nohy k sedadlu a zabraňují tak rozhození nohou při katapultáži a tím i jejich zranění. Některá sedadla mají i ochranu rukou pilota. Sedadlo obsahuje padák, zásobu kyslíku a kontejner s nouzovým vybavením. Tento kontejner obsahuje potraviny, vysílačku, nafukovací člun a případné další vybavení.
Po katapultování je sedadlo automaticky odhozeno a pilot přistává jen s kontejnerem s nouzovým vybavením. Při katapultování ve velkých výškách pilot zůstává v sedadle až do výšky asi 11 500 stop, aby mohl dýchat kyslík ze zásob umístěných v sedadle. Až poté dojde k otevření hlavního padáku a odhození sedadla.

### Bezpečnost pilota
Účelem vystřelovacího sedadla je záchrana pilota. Pilot obvykle zažívá zrychlení kolem 12–14 g (117–137 m/s²). Západní sedadla obvykle méně zatěžovala piloty. V 60. a 70. letech 20. století sovětská sedadla často dosahovala zrychlení 20–22 g (sedadla SM-1 a KM-1). Zlomeniny obratlů byly (a jsou) nežádoucím vedlejším jevem katapultování z letounu, které často vede ke zraněním, která často ukončí kariéru (někdy i život) pilota a dalších členů posádky.

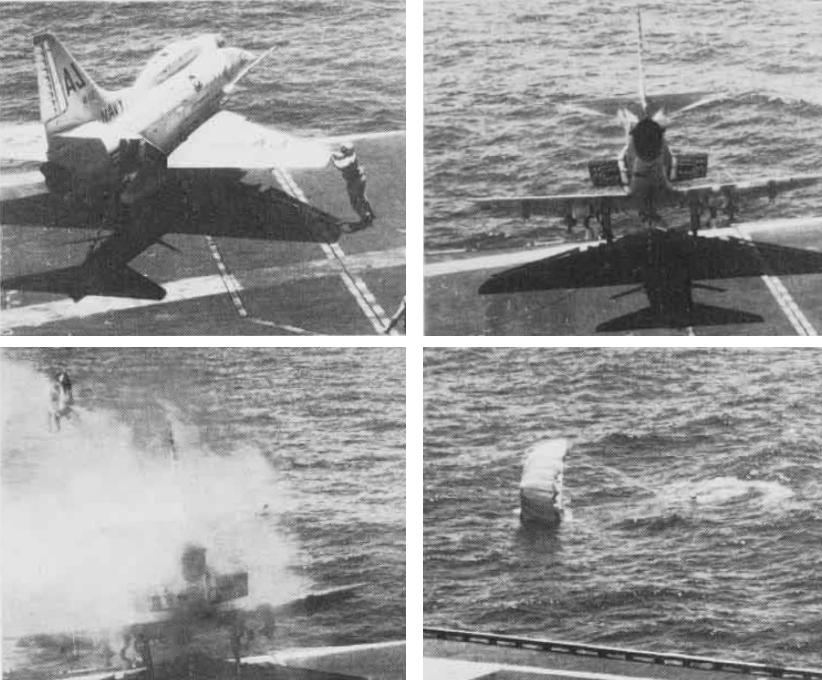
Lt. William Belden se katapultuje z letounu A-4E Skyhawk na palubě USS Shangri-La v západním Pacifiku 29. července 1970. Pilot byl vyzvednut vrtulníkem nezraněn.

S rostoucím počtem žen v leteckém personálu stoupají požadavky na rozsah možných hmotností a výšek člena posádky. Proto US Navy a USAF zadaly požadavek, aby sedadla byla schopná bezpečně pracovat s osobou vážící od 50 kg do 111 kg a výšky od 150 cm do 195 cm.
Sedadla Martin-Baker Mk 14 se z tohoto důvodu musí modernizovat. Mk 16 tuto podmínku bohatě splňuje.

## Způsob opuštění letounu

Upozornění umístěné na straně kokpitu letounů používajících vystřelovací sedadla. Toto upozornění je důležité pro údržbu a záchranné složky

Kapitán Christopher Stricklin se katapultuje z letounu F-16 v sedadle typu ACES II 14. září 2003; pilot neutrpěl žádná zranění

„Standardní“ systém katapultování pracuje ve dvou fázích. Nejprve je otevřen nebo odhozen kryt kokpitu nebo poklop nad členem posádky a poté je sedadlo s letcem vystřeleno ven. Dříve katapultování vyžadovalo od pilota, aby provedl dva oddělené úkony, současné systémy mají obě sekvence spojeny do jednoho úkonu.
Existuje i několik méně obvyklých způsobů opuštění letounu. Patří mezi ně propadnutí sedadla směrem dolů (používá se pro některé členy posádky bombardérů, např. B-52 Stratofortress), rozbití krytu kokpitu (CD/Canopy Destruct), vystřelení sedadla skrz kryt kokpitu (TCP/Through-Canopy Penetration), vytažení z letounu (Drag Extraction), zapouzdřená sedadla nebo dokonce úniková letecká kapsle.
První modely letounu F-104 Starfighter byly vybaveny katapultováním směrem dolů kvůli riziku, které představovaly ocasní plochy letounu ve tvaru T. Aby mohlo sedadlo bezpečně pracovat, měl pilot na nohou jakési „ostruhy“, které byly lankem připojeny k sedadlu. Před vystřelením lanka přitáhla pilotovy nohy pod sedadlo. Další varianty F-104 už byly vybaveny standardním vystřelovacím sedadlem.
Podobně dva ze šesti členů posádky bombardéru B-52 Stratofortress mají sedadla vystřelovaná dolů skrze poklopy, které se otevírají ve spodní části letadla. Další čtyři členové posádky se katapultují směrem nahoru. Systémy, kdy se člen posádky propadá směrem dolů, jsou k ničemu v malých výškách a v případě, že je letoun v okamžiku katapultování v poloze na zádech.
Letouny, které často létají v malých výškách, občas používají vystřelovací sedadla, která jednoduše prorazí kryt kokpitu, protože čekání na to, než se bezpečně odhodí kryt kokpitu, by bylo příliš dlouhé. Mnoho typů letadel (např. BAE Hawk a Harrier) používají systémy pro zničení krytu kokpitu výbušnou šňůrou (MDC – Miniature Detonation Cord nebo FLSC – Flexible Linear Shaped Charge), která je zalita do krytu kokpitu. Tato nálož je aktivována při zatažení za páku katapultování sedadla a roztříští kryt kokpitu nad sedadlem několik milisekund před vystřelením sedadla. Tento systém byl původně vyvinut pro letouny Harrier se svislým startem, u kterých je možné, že katapultování bude třeba ve chvíli, kdy letoun „visí“ na místě a odhozený kryt kokpitu by mohl zasáhnout pilota.
Vystřelení skrz kryt kabiny je podobné jako zničení krytu kabiny výbušninou. Rozdíl je v tom, že kryt kokpitu je proražen ostrým vrcholem sedadla. Letoun A-10 Thunderbolt II je vybaven zařízením na rozbití krytu kokpitu na každé straně opěrky hlavy sedadla, pro případ, že by selhalo jeho odhození. Letouny A-6 Intruder a EA-6B Prowler mají sedadla schopná katapultování skrz kryt kokpitu nebo, pokud je dostatek času, může být nejprve odhozen kryt kokpitu a pak provedena katapultáž.
Systémy CD a TCP nemohou být použity u krytů kokpitu, které jsou vyrobeny z pružných materiálů jako je například polykarbonát Lexan používaný pro výrobu krytů kokpitu letounů F-16.
Sovětský námořní stíhací letoun s kolmým startem Jak-38 byl vybaven automaticky aktivovaným vystřelovacím sedadlem, které bylo nařízeno pro časté problémy s motory pro kolmý start.

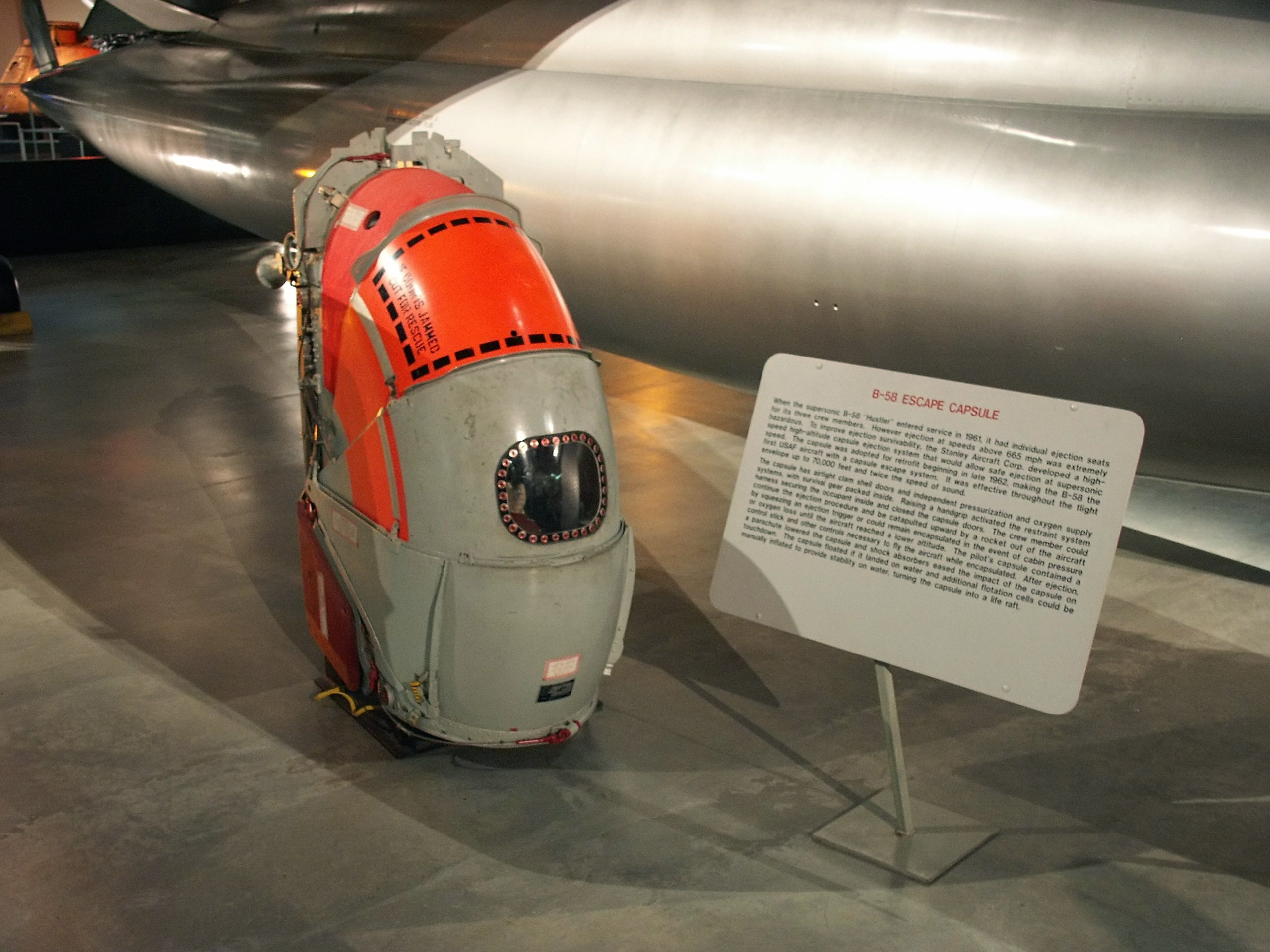
Úniková kapsle člena posádky letounu B-58 Hustler

Vytažení z letadla (Drag Extraction) je nejlehčí a nejjednodušší systém opuštění letadla a je používán u mnoha experimentálních letounů. Jedná se vlastně o systém, který leží mezi běžným vyskočením z letadla a vystřelením pomocí vystřelovacího sedadla. Systém využívá proudění vzduchu kolem letounu (nebo kosmické lodě) k vytažení člena posádky z kokpitu do bezpečné vzdálenosti od stroje po vodící kolejnici. Některé systémy pracují podobně jako běžná vystřelovací sedadla, kdy je nejprve odhozen kryt kabiny, pak je do proudu vzduchu vystřelen padák. Tento padák vytáhne z letounu letce buď spolu se sedadlem nebo samostatně po uvolnění poutacích popruhů po vodící prodloužené kolejnici, která mu umožní dostat se dál od letounu. V případě amerických raketoplánů astronauti sjíždějí po dlouhé zakřivené kolejnici unášeni proudem vzduchu. Následuje volný pád do bezpečné výšky a rozevření padáku.
Únikové systémy pomocí zapouzdřeného sedadla byly vyvinuty pro nadzvukové bombardéry B-58 Hustler a B-70 Valkyrie. Tyto sedadla jsou uzavřena v přetlakovém pouzdře, které umožňuje členovi posádky opustit letoun ve vysoké rychlosti, kdy už je vysoká pravděpodobnost zranění. Tato sedadla jsou konstruována tak, aby pilot mohl ovládat letadlo, i když je kapsle uzavřena a kapsle plave na vodě v případě přistání kapsle na hladinu vodní plochy.
Některé typy letounů, jako je například General Dynamics F-111, nemají samostatná vystřelovací sedadla, ale místo toho se od letounu oddělí celá část trupu s pilotní kabinou jako uzavřená kapsle. Tento systém používá velmi silné rakety a několik padáků. Při přistávání je pro zmírnění nárazu nafukován airbag, který slouží i jako plovací vak při přistání na vodě.

### Vystřelovací sedadla „Nula-nula“
Vystřelovací sedadla nula-nula jsou navržena k bezpečnému opuštění kokpitu letounu směrem nahoru a přistání člena posádky letounu stojícího na zemi (tzn. nulová výška a nulová rychlost). Tato sedadla byla vyvinuta pro záchranu členů posádky při mimořádných událostech při letu v malé výšce a/nebo při nízké rychlosti, stejně tak jako při nehodách na zemi. Před vyvinutím těchto sedadel, vystřelovací sedadla vyžadovala určitou minimální výšku a rychlost. Tato vystřelovací sedadla jsou standardním vybavením moderních letounů.
Technologie nula-nula používá malé rakety k vynesení sedadla vzhůru do dostatečné výšky a malou nálož k rychlému otevření padáku, takže již není nutné mít dostatečnou výšku a rychlost k otevření padáku.

## Ostatní letadla
Vrtulník Kamov Ka-50, který vstoupil do služby v ruských ozbrojených silách v roce 1995, je prvním sériově vyráběným vrtulníkem, který je vybaven vystřelovacími sedadly. Systém je velice podobný vystřelovacím systémům v klasickém letadle. Rozdíl je v to, že hlavní rotory jsou vybaveny výbušnými šrouby, které jsou nastaveny tak, aby došlo k odstřelení rotorových listů před vystřelením sedadla. Rovněž prototyp #9 (č. 66-8834) vrtulníku AH-56 Cheyenne byl v roce 1970 vybaven pro testování dolů vystřelovaným sedadlem po smrtelné nehodě během zkoušek v předchozím roce.
Vystřelovacím sedadlem byly vybaveny i stroje pro trénování přistání na Měsíci (Lunar Lander Research Vehicle (LLRV)/Training Vehicle (LLTV)) Neil Armstrong se z tohoto stroje katapultoval 6. května 1968. Později se z něho katapultovali i Joe Algranti a Stuart M. Present.
První lety raketoplánů NASA měly jen dvoučlennou posádku. Oba členové posádky měli vystřelovací sedadlo (STS-1 až STS-4), ale sedadla byla posléze odstraněna spolu se zvýšením počtu členů posádky.
Sovětský raketoplán Buran měl být vybaven vystřelovacími sedadly K-36RB (K-36M-11F35), ale provedl pouze jeden bezpilotní let. Sedadla do něho nebyla nikdy instalována. Sedadla s figurínami ve skafandrech Striž však byla otestována při pěti startech nákladních lodí Progress (Progress-38 až 42) až do výšky 40 km a rychlosti Mach 3,5 a shledána bezpečnými do rychlosti Mach 3 a výšky 35 km. Sedadlo bylo umístěno v kontejneru v místě záchranného systému SAS a odpáleno během startu nosné rakety Sojuz-U s lodí Progress v zadané výšce a rychlosti.
Vystřelovacími sedadly byly kromě raketoplánů vybaveny i sovětské kosmické lodě Vostok a americké kosmické lodě Gemini. Během sovětského programu Vostok se všichni vracející se kosmonauti katapultovali ve výšce 7 000 m. Tento fakt byl léta utajován, protože tehdejší pravidla Mezinárodní letecká federace (Fédération Aéronautique Internationale) vyžadovala, aby pro uznání rekordu pilot přistál i s kosmickou lodí.
Letoun Suchoj Su-31M je jednomotorové akrobatické letadlo, které je již z výroby vybaveno vystřelovacím sedadlem Zvezda SKS-94 (KS-38), které vystřeluje pilota skrz prosklený kryt kabiny.
Některá ultralehká letadla, jednomotorová malá letadla a kluzáky (např. Cirrus SR-22 nebo Schempp-Hirth Discus 2c) mohou být vybaveny padákovým systémem společnosti Ballistic Recovery Systems. Tyto systémy nicméně není možné považovat za „katapultování“, protože celé letadlo i s posádkou se snáší na padáku k zemi. Takové systémy od různých výrobců jsou často používány v letadlech kategorie UL, často však dochází při jejich použití ke smrtelným zraněním, z důvodu nedostatečné pevnosti některých komponentů.